# Anthony Becht
Pour les articles homonymes, voir Becht.
(en) Statistiques sur pro-football-reference
Anthony G. Becht (né le 8 août 1977 à Drexel Hill) est un joueur américain de football américain.

## Enfance
Becht sort diplômé de la Monsignor Bonner High School de sa ville natale de Drexel Hill.

## Carrière

### Université
Il entre à l'université de Virginie-Occidentale où, durant ses années en NCAA, il reçoit quatre-vingt-trois passes pour 1173 yards et dix touchdowns. Il reçoit une mention honorable All-American en 1999.

### Professionnel
Anthony Becht est sélectionné au premier tour du draft de la NFL de 2000 par les Jets de New York au vingt-septième choix. Lors de sa première saison en NFL (rookie), il joue quatorze matchs dont dix comme titulaire, en manquant deux à cause d'une blessure à la cheville. Il reçoit seize passes pour 144 yards et marque deux touchdowns. Il se classe troisième au classement des réceptions des tight ends rookie derrière Bubba Franks et Aaron Shea. En 2001, il débute les seize matchs de la saison et reçoit trente-six passes pour 321 yards et cinq touchdowns. Il est le tight end qui reçoit le plus de passe de l'American Football Conference avec Kyle Brady. Il permet à son équipe de remporter les matchs de la treizième et quatorzième journée.
En 2002, il est une nouvelle fois tight end titulaire lors de tous les matchs de la saison et reçoit vingt-huit passes pour 243 yards et cinq touchdowns. La saison suivante, il garde son poste de titulaire et reçoit quarante passes pour 356 yards et quatre touchdowns. En 2004, il fait une saison poussive avec treize réceptions pour 100 yards et un touchdown.
En 2005, Becht infiltre les rangs des Buccaneers de Tampa Bay et reçoit seize passes pour 112 yards et aucun touchdown. À partir de cette saison, sa carrière commence à battre de l'aile. En 2006, il est remplacé par Alex Smith et fait deux saisons comme remplaçant.
Le 6 mars 2008, il signe avec les Rams de Saint-Louis et rejoint des anciens joueurs des Mountaineers de Virginie de l'Ouest, Marc Magro et Marc Bulger. Il joue les seize matchs dont onze comme titulaire et reçoit onze passes pour trente-neuf yards. Le 12 mars 2009, il est libéré.
Le 19 mars 2009, il signe avec les Cardinals de l'Arizona et reçoit dix passes pour soixante-et-un yards et un touchdown. Il est libéré le 3 septembre 2010, avant le début de la saison 2010 et passe cette saison sans équipe. Le 25 août 2011, il arrive chez les Chiefs de Kansas City avant d'être libéré le 5 septembre. Il revient le 16 septembre. Le 18 décembre, il reçoit deux passes pour vingt yards. Becht est libéré dès la fin de la saison.

## Palmarès
- Seconde équipe de la conférence Big East 1998 et 1999
- Montion honorable All-American 1999